# René Joly (sculpteur)
Pour les articles homonymes, voir René Joly (homonymie) et Joly.
René Joly, né à Courbevoie le 10 juin 1885 et mort à Paris le 13 mai 1964, est un sculpteur, graveur-médailleur et lithographe français.  